# Ponte di Adamo
Il ponte di Adamo (இராமர் பாலம் in tamil e රාමාගේ පාලම in singalese) è una particolare conformazione geografica che si trova nello stretto di Palk, oceano Indiano.
Si tratta di una sottile striscia di terra che unisce l'India meridionale con lo Sri Lanka. Essa in alcuni punti emerge dall'acqua, formando piccole isole, o banchi sabbia, in altri invece, si trova appena al di sotto della superficie marina. Il Ponte di Adamo costituisce l'estremità nordorientale del mar delle Laccadive.
In virtù di tale conformazione è, ed è stato facile in passato, il transito dal continente indiano verso l'isola di Sri Lanka, anche con mezzi marini di modesta dimensione. Fino al 1480 esso era un vero ponte di terra emerso, che connetteva l'isola di Sri Lanka al subcontinente indiano; fu distrutto in quell'anno da un grande ciclone.
Per la mobilità dei banchi sabbiosi, soggetti alla modellazione delle maree, ed i bassi fondali, la striscia non è attraversabile da navi di ampio tonnellaggio e i tentativi di dragare un canale di attraversamento sono falliti.